# История США (1849—1865)
Между 1849 и 1865 годами США, резко расширившие свои границы, переживали период обострения отношений между регионами страны, что в конце концов привело к мятежу южных штатов и кровопролитной гражданской войне. В эту эпоху в Соединенных Штатах происходила индустриализация и революция на транспорте, изменившие экономику Севера и Запада. Массовая иммиграция, также направленная преимущественно на Север, тоже была причиной серьёзных изменений в культуре Америки. Начало Калифорнийской золотой лихорадки и массовое заселение западных территорий поставило в повестку дня старый вопрос о допущении или запрещении рабства на Западе.
Длительная политическая борьба привела в 1850 году к принятию компромиссного решения, частично удовлетворявшего интересы как северных, так и южных штатов: Калифорния стала штатом, свободным от рабства, но в Техасе и на других территориях, присоединенных к США по итогам американо-мексиканской войны, рабство могло быть разрешено, если за него голосовало большинство местного населения. В 1854 году, согласно принципу суверенитета населения, был принят закон Канзас-Небраска, фактически отменивший действие ранее принятого Миссурийского компромисса, ограничивавшего распространение рабства на Западе. В Канзасе начались вооруженные столкновения между сторонниками и противниками рабства, поляризовавшие всю страну. Победа противников рабства в Канзасе и создание новой республиканской партии с явно аболиционистской программой и опиравшейся на избирателей Севера, сместили равновесие политических сил и породили на Юге опасения за своё будущее. В 1860 году кандидат республиканской партии Авраам Линкольн при поддержке избирателей Севера и вопреки воле избирателей Юга стал президентом США. Тогда южные штаты объявили о своем выходе из союза и создании нового конфедеративного государства. Взяв под свой контроль вооруженные силы Юга, Конфедерация силой захватила остававшиеся на Юге военные базы, верные правительству в Вашингтоне. Это были первые бои гражданской войны, продолжавшейся четыре года. В ней погибло около 600—700 тысяч американцев, большая часть южных штатов была опустошена войной и блокадой морских портов, вызвавшей на Юге массовый голод. В конце концов Север победил, территориальная целостность США была восстановлена, а рабство было отменено на всей их территории.

## Экономическое развитие
К 1840-м годам в результате промышленной революции северо-западные штаты покрылись густой сетью железных дорог, каналов, текстильных фабрик, небольших промышленных городков и быстро растущих финансовых центров, таких как Бостон, Нью-Йорк и Филадельфия. Их экономические интересы требовали повышения таможенных пошлин для защиты внутреннего рынка от конкуренции со стороны иностранных (прежде всего британских) товаров. Однако таможенные тарифы, и без того низкие, в интересах экспортеров хлопка с американского Юга были напротив понижены, достигнув к 1857 году самой низкой отметки за несколько десятилетий. На Среднем Западе развивалось сельскохозяйственное производство, прежде всего животноводство, за счет которого как Север, так и Юг снабжались продуктами питания. Значительная часть его продукции также шла на экспорт в Европу.
Высокие мировые цены на хлопок обеспечивали процветание плантаций американского Юга, но монокультура здесь быстро истощала почву, и плантаторы вынуждены были постепенно перемещать свои владения в западном направлении, на новые земли. Очередной представившейся им для этого возможностью стало присоединение Техаса в 1845 году. В то время как на Севере и Среднем Западе происходила урбанизация, и росли новые города: Чикаго, Цинциннати, Кливленд, — Юг оставался аграрным. Богатства здесь сосредотачивались в руках крупных землевладельцев, использовавших рабский труд для получения прибыли, направляемой на покупку все новых земельных владений и все большего количества рабов. Большинство мелких фермеров рабов не имело и поставляло свой товар лишь на местный рынок. Даже железных дорог здесь было мало, они были короткими и обслуживали главным образом перевозки хлопка в ближайшие портовые города. Значительная часть продукции транспортировалась на пароходах по рекам.
К 1860 году в городах с населением свыше 2500 человек проживало 16 % американцев, треть национального дохода производилось в промышленности. Но производство хлопка на Юге все ещё оставалось основной статьей дохода. Кроме него быстро росло производство одежды из шерсти, обуви и машин. Наряду с паровыми двигателями по-прежнему широко использовалась гидроэнергия. Локомотивы на железных дорогах постепенно переходили от использования дров на уголь, центром добычи которого стала Пенсильвания. Хотя фабрики, шахты, банки, магазины и другие промышленные и коммерческие предприятия широко распространились по всему Северу и в крупных городах Юга, это были в большинстве своем мелкие предприятия, владельцами и клиентами которых являлись местные жители. Работали же на фабриках преимущественно иммигранты, первая массовая волна которых (около 4200 тыс. чел.) прибыла в Америку в 1840—1850 годах. Одной из групп иммигрантов были ирландцы, бегущие от «Великого голода». Будучи бедняками и католиками, ирландцы в США были нежеланными пришельцами. Преимущественно они поселились близ Бостона и Нью-Йорка в перенаселенных трущобах на окраинах. В ином положении оказались иммигранты германского происхождения, которые обычно были хорошо образованными представителями среднего класса, эмигрировавшими не по экономическим, а по политическим причинам. Они продавали на родине своё имущество и прибывали в Америку с вырученными деньгами. Их больше привлекали растущие города Среднего Запада, где, особенно в Сент-Луисе и Цинциннати, образовались большие германские общины.
После того, как в 1848 в Калифорнии и в 1860 году на Территории Дакота было обнаружено золото, началась так называемая золотая лихорадка, усилившая поток переселенцев на Запад. Штат Миссури с золотыми приисками Калифорнии связывала «Калифорнийская тропа». В 1840—1860-х годах по ней проследовали более четверти миллиона фермеров и золотоискателей.
Большая часть старателей прибыла в Калифорнию в 1849 году, их позже называли Forty-Niners. Среди иммигрантов было и много китайцев, с которых началась массовая иммиграция в Америку китайского населения. Большинство старателей золота не нашли и осели в городах Сан-Франциско и Сакраменто.

## Политическая борьба 1849—1859 гг
В первой половине XIX в. в США, как и в Европе был популярен аболиционизм, который был результатом как европейского Просвещения, так и развития собственно американской религиозной жизни. Одним из ярких проявлений идеологии аболиционистов была публикация в 1852 году книги Гарриет Бичер-Стоу «Хижина дяди Тома».
Однако по большей части споры вокруг рабства велись не с точки зрения морали, а о его юридических основаниях. В частности, американское движение за «свободную землю» выступало против рабства не потому, что оно было бременем для цветных, а из-за опасности, которую оно представляло собой для белых американцев. Рабство было экономической основой политического и финансового могущества крупных плантаторов-рабовладельцев, элиты, контролировавшей в южных штатах того времени большую часть земель, недвижимости и капитала. Элитарность южного общества с точки зрения северян представляла собой угрозу для демократии. Действительно, согласно переписи 1860 года, не более 385 тысяч американцев (около 1,4 % белого населения всей страны или 4,8 % белого населения Юга) имели хотя бы одного раба. Около 95 % рабов проживало в южных штатах, где они составляли треть населения.
На Юге рабство считали естественным, а восстания рабов подавляли силой. Южане полагали, что афроамериканцы не способны сами о себе позаботиться и нуждаются для этого в хозяине. Общество северян здесь считали бездушным индустриальным миром с примитивной культурой, в то время как Юг — образцом стабильной, хорошо упорядоченной высокоразвитой цивилизации.

## Компромисс 1850 года
Колоссальное расширение территории США в первой половине XIX века и, в частности, присоединение новых территорий по договору Гвадалупе-Идальго 1848 года привело к обострению противоречий между регионами страны, в политической жизни сфокусировавшихся главным образом вокруг проблемы рабства. Северяне выступали против распространения рабства на новые территории, в то время как южане рассчитывали на разрешение рабовладения на Западе. В конце 1840-х годов в Конгрессе распространилось мнение, что вопрос о допущении или запрещении рабства должны решать не центральные власти, а местные жители того или иного штата и избранные ими местные органы власти. К 1850 году между политическими силами был достигнут очередной компромисс, согласно которому Калифорния была допущена в состав США как штат, свободный от рабства, в Техасе рабство было разрешено, а на остальных бывших мексиканских территориях вопрос о рабстве должны были решать местные жители.

## Закон Канзас-Небраска
В 1854 году по закону Канзас-Небраска право решать, быть штату рабовладельческим или свободным от рабства, было предоставлено населению Канзаса. Поскольку территория Канзаса находилась севернее линии распространения рабства, обозначенной ранее принятым Миссурийским компромиссом, этот закон вызвал политический кризис, распад прежней политической системы и образование новой республиканской партии, выражавшей интересы северян и аболиционистов. Новые поселенцы прибывали в Канзас как с Севера, так и с Юга. Вскоре между ними начались столкновения, переросшие в гражданскую войну. Когда в 1855 году состоялись первые выборы, было подано около 6000 голосов, хотя законных поселенцев, имевших право голоса, насчитывалось не более 1500. Поскольку на выборах победили сторонники рабства, в подаче «лишних» голосов обвинили жителей соседнего рабовладельческого штата Миссури. Возмущенные противники рабства объявили о создании теневого правительства штата и непризнании итогов фальсифицированных выборов. В Конгрессе состоялись слушания по событиям в Канзасе. Когда один из сенаторов выступил с речью «Преступление против Канзаса», в которой обвинил родственников одного из представителей от Южной Каролины в участии в фальсификации выборов, последний избил его палкой прямо в здании Конгресса. Этот эпизод, так же как и акты насилия в Канзасе, вызвал возмущение на Севере, но был полностью одобрен на Юге.

## Гражданская война в Канзасе
На президентских выборах 1856 года республиканцы выдвинули кандидатуру Джона Фримонта и едва не одержали победу, хотя к этому времени партия существовала лишь два года и была полностью лишена поддержки избирателей Юга, где её считали экстремистской. Одна из крупнейших партий того времени Know Nothing, не определившаяся относительно проблемы рабства и сосредоточившая внимание на иммигрантах, потеряла поддержку избирателей, и её члены на следующих выборах преимущественно примкнули к республиканцам. Президентом стал кандидат демократов Джеймс Бьюкенен, за которого проголосовали избиратели Юга, а также Пенсильвании и Иллинойса. Выборы ещё более поляризовали страну; республиканцы стали партией почти всего Севера, а демократы — Юга.
Вскоре после выборов, в 1857 году, разразился экономический кризис, который подорвал политическое влияние демократов. Война в Юте (1857—1858), в которой правительственные войска подавляли выступления местных жителей-мормонов, также не способствовала популярности администрации Бьюкенена.
Борьба между сторонниками и противниками рабства в 1857 году ещё более обострилась из-за громкого судебного процесса Дред Скотт против Сэндфорда, в ходе которого Верховный суд США принял откровенно расистское решение о том, что чернокожие не могут быть признаны гражданами США, и запретил штатам принимать законы, запрещающие рабовладение. Верховный судья Роджер Брук Тони постановил, что это противоречит конституции, запрещающей лишать граждан их собственности (то есть рабов) иначе как по решению суда. На Севере это решение восприняли как одно из проявлений заговора рабовладельцев, манипулирующих федеральным правительством.
Радикальные аболиционисты, такие как Джон Браун, один из лидеров восстания в Канзасе, разочаровались в легитимных методах борьбы с рабовладельцами и перешли к тактике партизанской войны. Пытаясь организовать вооруженное восстание рабов в Виргинии, Браун с группой своих сторонников 17 октября 1859 года захватил в этом штате один из арсеналов федеральной армии. Однако поднять рабов на восстание ему не удалось. Арсенал был взят штурмом, Браун с уцелевшими сообщниками был схвачен и осужден на смертную казнь, состоявшуюся 2 декабря того же года. На Юге выступление Джона Брауна расценивали как опасный прецедент, а на Севере его считали героем и мучеником.

## Выборы 1860 года
На президентские выборы 1860 года демократы не смогли выставить единого кандидата. Демократическая партия раскололась, часть демократов отстаивала кандидатуру Стивена Дугласа, часть — Джона Брекинриджа, остальные не поддержали ни одного из кандидатов от своей партии. Республиканцы выдвинули кандидатуру Авраама Линкольна, который и стал 16 м президентом США, несмотря на провал во всех штатах Юга.

## Сецессия Юга
Власти Южной Каролины в ответ на победу кандидата от северян 20 декабря 1860 года объявили о выходе штата из состава федеративного государства и своей независимости. Их примеру последовали другие штаты Юга, и к моменту инаугурации президента Линкольна в марте 1861 года о своей независимости объявили Миссисипи (9 января), Флорида (10 января), Алабама (11 января), Джорджия (19 января), Луизиана (26 января) и Техас (1 февраля). В феврале представители южных штатов собрались на специальном конгрессе в столице Алабамы городе Монтгомери, где приняли временную конституцию нового конфедеративного государства и 8 февраля избрали президентом Конфедерации Джефферсона Дэвиса.
Администрация Дэвиса предложила федеральному правительству выкупить его собственность на территории Конфедерации, в том числе военные базы, но Линкольн ответил отказом. Тогда 12 апреля 1861 года Дэвис отдал генералу Борегару приказ открыть огонь по верным федеральному правительству частям, оборонявшим форт Самтер в Южной Каролине. С этого сражения началась гражданская война в США.

## Гражданская война
Получив известия о начале южанами военных действий, северяне в свою очередь потребовали от властей применения военной силы. Президент Линкольн объявил о наборе добровольцев в армию. В ответ о своем выходе из США и присоединении к Конфедерации объявили ещё четыре штата: Виргиния (17 апреля), Арканзас (6 мая), Теннесси (7 мая) и Северная Каролина (20 мая). Ещё четыре рабовладельческих штата: Мэриленд, Делавэр, Миссури и Кентукки под давлением федерального правительства остались под его контролем, хотя власти Кентукки безуспешно пытались сохранить нейтралитет в начавшейся войне. С самого начала война для Конфедерации носила оборонительный характер. Уступая Северу по военным и демографическим ресурсам, Юг мог рассчитывать лишь на затягивание войны до тех пор, пока северяне не смирятся с его независимостью.

### Кампания 1861 года
Первое наступление северян от Вашингтона в Виргинию закончилось провалом. Их плохо обученная 35-тысячная армия была разбита в июле 1861 года. Тогда командование армией на востоке было поручено генералу Макклелану, который сразу исключил быструю победу и занялся формированием боеспособной армии, выступившей в поход лишь в марте следующего 1862 года. 

### Кампания 1862 года
После первых успехов армия Макклелана столкнулась с силами генерала Ли, оборонявшими подступы к столице Конфедерации городу Ричмонду. После Семидневной битвы Макклелан был вынужден отступить.
В августе 1862 года Ли выиграл решающее сражение у ещё одной армии северян, и южане вторглись на территорию Мерилэнда, рассчитывая, что военные победы принесут им если не мир, то, по крайней мере, признание в Европе и помощь иностранных государств. Но 17 сентября южане были разбиты, и президент Линкольн издал Прокламацию об освобождении рабов, которая, хотя и не покончила с рабством на Юге, придала войне идеологическую направленность и выставила Конфедерацию в неблаговидном свете в глазах просвещенных европейцев.

### Кампания 1863 года
Последовавшие наступательные действия обеих сторон на востоке ни к чему не привели. Как южане, так и северяне успешно обороняли свои позиции, но не были способны захватить чужие. Значительно успешнее для Севера шла война на западе. Хотя ещё в сентябре 1861 года войска Конфедерации заняли важный порт на реке Миссисипи Колумбус (Кентукки), к концу 1862 года федеральные армии контролировали всю территорию Кентукки. После поражения под Виксбургом южане полностью утратили контроль над рекой Миссисипи и сообщение между Техасом и восточными штатами Конфедерации. Далее федеральная армия успешно провела наступление на Чаттанугу и Атланту, после чего у Конфедерации практически не осталось войск для защиты Джорджии и Южной Каролины.

### Кампания 1864 года
В 1864 году выдвинувшийся во время войны на западе генерал Грант был назначен главнокомандующим армией северян на востоке. Понимая, что, ведя ограниченные военные действия, Север не сможет победить, а главное его преимущество — преобладание в ресурсах, Грант перешел к ведению тотальной войны против Юга. Вместо добровольческих отрядов его войска были сформированы из солдат, мобилизованных во всех северных штатах. Они оттеснили армию генерала Ли к городу Питерсберг (Виргиния), где южане были осаждены превосходящими силами северян. Осада Петерсберга продолжалась с июня 1864 по март 1865 года. Тем временем армия генерала Шермана захватила Атланту, чем обеспечила не только военную, но и политическую победу президента Линкольна на выборах 1864 года, в которых его противником был уволенный с поста командующего кандидат от демократов генерал Макклелан. Двигаясь от Атланты, в ходе знаменитого марша Шермана к морю армия Севера опустошила Джорджию и захватила столицу штата город Саванну. В апреле 1865 года сдалась последняя армия южан под командованием генерала Ли, и длительная кровопролитная война была окончена.

## См. так же.
- Предпосылки Гражданской войны в США